# Hans Cieslarczyk
Hans Cieslarczyk (Holthausen, 3 maggio 1937 – Offenberg, 10 giugno 2020) è stato un calciatore e allenatore di calcio tedesco occidentale, di ruolo attaccante.